# Joseph Schaffner

Joseph Schaffner

Joseph Schaffner (* 21. März 1887 in Padling; † 21. Januar 1966 in München) war ein deutscher Politiker (SPD).

## Leben und Wirken
Nach dem Besuch der Volksschulen in Hunding, Plattling und Deggendorf in den Jahren 1893 bis 1901 absolvierte Schaffner bis 1903 eine Schlosserlehre. Ergänzend dazu besuchte er die Fortbildungsschule in Deggendorf und Gefrees. In den folgenden zwölf Jahren übte er seinen Beruf in verschiedenen Gegenden Deutschlands aus, zuletzt in Nürnberg.
Von 1915 bis 1918 nahm Schaffner am Ersten Weltkrieg teil, in dem er an der Westfront kämpfte. Nach dem Krieg wurde er Parteisekretär, später Vorsitzender, der SPD in Hannover. Von 1921 bis 1925 gehörte er dem Hannoverschen Provinziallandtag an. Von 1919 bis 1923 war er zudem Mitglied des Bezirksvorstandes der SPD im Bezirk Hannover.
Vom Dezember 1924 bis zum Juli 1932 saß Schaffner als Abgeordneter der SPD für den Wahlkreis 16 (Südhannover-Braunschweig) im Reichstag.
Während der NS-Zeit wurde Schaffner mindestens einmal kurzzeitig als Schutzhäftling in einem Konzentrationslager gefangengehalten. Nach dem Zweiten Weltkrieg lebte er in Süddeutschland.